# Dámiso
En la mitología griega, Dámiso (Δάμυσος / Dámysos) era el más veloz de todos los gigantes, y su leyenda, mencionada por un solo autor, lo relaciona con el epíteto de Aquiles, el «de los pies ligeros»:
«Tetis, a escondidas en un lugar secreto, echaba al fuego los hijos que le nacían de Peleo. De esta manera ya habían nacido seis vástagos. Peleo, cuando nació su séptimo hijo, se dio cuenta de la artimaña de su esposa y arrancó al chiquillo de las llamas. El niño salió incólume excepto por unas heridas provocadas por las quemaduras en el hueso del tobillo. Acto seguido lo envió a Quirón, quien exhumó el cuerpo del gigante Dámiso, que estaba enterrado en Palene. Se dice que, como Dámiso era el más rápido de todos los gigantes, Quirón le quitó el hueso del tobillo y lo cosió en el pie Aquiles. La mala suerte quiso que Aquiles, cuando era perseguido por Apolo, quebrase el hueso, y de esta manera Aquiles pudo ser matado».
Focio sigue su relato disertando acerca del epíteto de Aquiles, y en una de sus explicaciones etiológicas nos revela que Podarces (ποδάρκης, podárkes, «de pies ligeros») es en realidad en un juego de palabras, entre «ποδός», «pies» y «Arce». Esta Arce era un hermana de Iris cuyas alas fueron arrancadas por el mismísimo Zeus, que las entregó como regalo de bodas durante el enlace de Tetis y Peleo, los padres de Aquiles.
Compárese a Dámiso con Damasén, otro de los gigantes, por la similitud de las grafías.
Sobre su tierra de origen y su naturaleza, se dice que Gea, irritada a causa de los titanes, procrea con Urano a los gigantes: insuperables por su tamaño e invencibles por su fuerza, mostraban temible aspecto, con espesa pelambre pendiente de la cabeza y el mentón, y escamas de dragón como pies. Habían nacido según unos en Flegra, según otros en Palene. Arrojaban al cielo encinas encendidas y piedras.